# Papaipema inquaesita
Papaipema inquaesita là một loài bướm đêm trong họ Noctuidae.